# Jeff Xavier
Jeffrey Nunes Xavier (Pawtucket, Rhode Island, 7 de setembre de 1985) és un jugador de bàsquet nord-americà amb passaport de Cap Verd. Mesura 1,86 metres i ocupa la posició d'escorta. És internacional absolut amb Cap Verd

## Formació
Va jugar en el St. Raphael Academy de Pawtucket, Rhode Island, abans de matricular-se a la Universitat de Manhattan, on va estar de 2004 a 2006. Després va ser transferit als Providence Friars, on va estar de 2007 a 2009. La temporada 2006-2007 la va passar en blanc en ser transferit. Amb Manhattan va fer una mitjana de 12.2 punts, 4.3 rebots, 1.3 rebots i 1.8 robatoris i amb Providence va fer una mitjana de 10.8 punts, 3.3 rebots, 2.2 assistències i 1.8 robatoris.

## Carrera Professional
Després de finalitzar el seu periple universitari el 2009 va marxar a Espanya, on ha desenvolupat gairebé tota la seva carrera. Va fitxar pel Club Baloncesto Breogán de la LEB Or, on el seu passaport li de Cap Verd li permetia no haver d'ocupar plaça d'estranger en virtut de l'acord Cotonou. En el seu primer any com a professional va finalitzar amb una mitjana de 12,9 punts, 2,7 rebots, 1,5 assistències en 38 partits disputats.
Al juliol de 2010 es va confirmar el seu fitxatge pel Càceres Creativa, també de LEB Or. Després de signar unes xifres de 9,8 punts, 2,6 rebots, 1,4 assistències i 1,6 pilotes robades en 38 partits disputats amb el conjunt extremeny, a l'estiu de 2011 es va confirmar el seu fitxatge pel Palència Bàsquet de la mateixa categoria. A Palencia va fer una mitjana de 13,8 punts, 2,7 rebots, 1,3 assistències i 2 robatoris de pilota en 32 partits jugats.
El 2012 va fitxar per l'Autocid Ford Burgos, on ha estat les tres últimes temporades, abandonant l'equip el 2015 per la dissolució del club després de no poder-se consumar el 2015 l'ascens a la Lliga Endesa. Amb el Burgos ha guanyat dues vegades la LEB Or (2013 i 2015) i una vegada la Copa del Príncep d'Astúries de bàsquet, el 2013.
En les seves tres temporades a Burgos, ha fet una mitjana de 12,2 punts, 2,5 rebots, 1,6 assistències i 1,8 robatoris per 10,1 de valoració en 89 partits disputats.
A l'estiu de 2015 va donar el salt a una lliga de primer nivell i va fitxar pel Bayreuth de la BBL alemanya, en la màxima divisió alemanya, es va anar fins als 10,2 punts, 2,2 rebotes i 2 assistències en els 13 partits que va disputar amb el medi Bayreuth.
El 2016, el Cafès Candelas Breogán i el jugado han arribat a un acord per a la vinculació del jugador amb el club de Lugo fins al final de temporada. Xavier, que ja va jugar al Breogán en la temporada 2009/2010.

## Selecció Nacional
El jugador és internacional amb la selecció de Cap Verd des de 2008. En 2009 va participar en l'AfroBasket 2009 en el qual Cap Verd va acabar en 13è lloc i el va finalitzar com a màxim anotador del torneig amb una mitjana de 27,2 punts per partit, als quals va afegir 4 rebots, 3,2 assistències i 2,8 robatoris de pilota en 5 partits disputats.
En l'últim AfroBasket 2015, en el qual Cap Verd ha quedat en desè lloc, Jeff Xavier ha estat el segon màxim anotador del torneig amb 19.6 punts només per darrere de Gorgui Dieng, a part de fer de mitjana també 4,2 rebots, 4 assistències i 1,6 robatoris de pilota en 5 partits disputats